# جو بيكيت
جو بيكيت (بالإنجليزية: Joe Pickett)‏ (6 ديسمبر 1957)؛ كاتِب مُتخصِّص في أدب الأطفال، سياسي وروائي أمريكي.